# Sand Rock
Sand Rock è un comune degli Stati Uniti d'America situato nelle contee di Cherokee, DeKalb dello Stato dell'Alabama.